# Neue Bremm

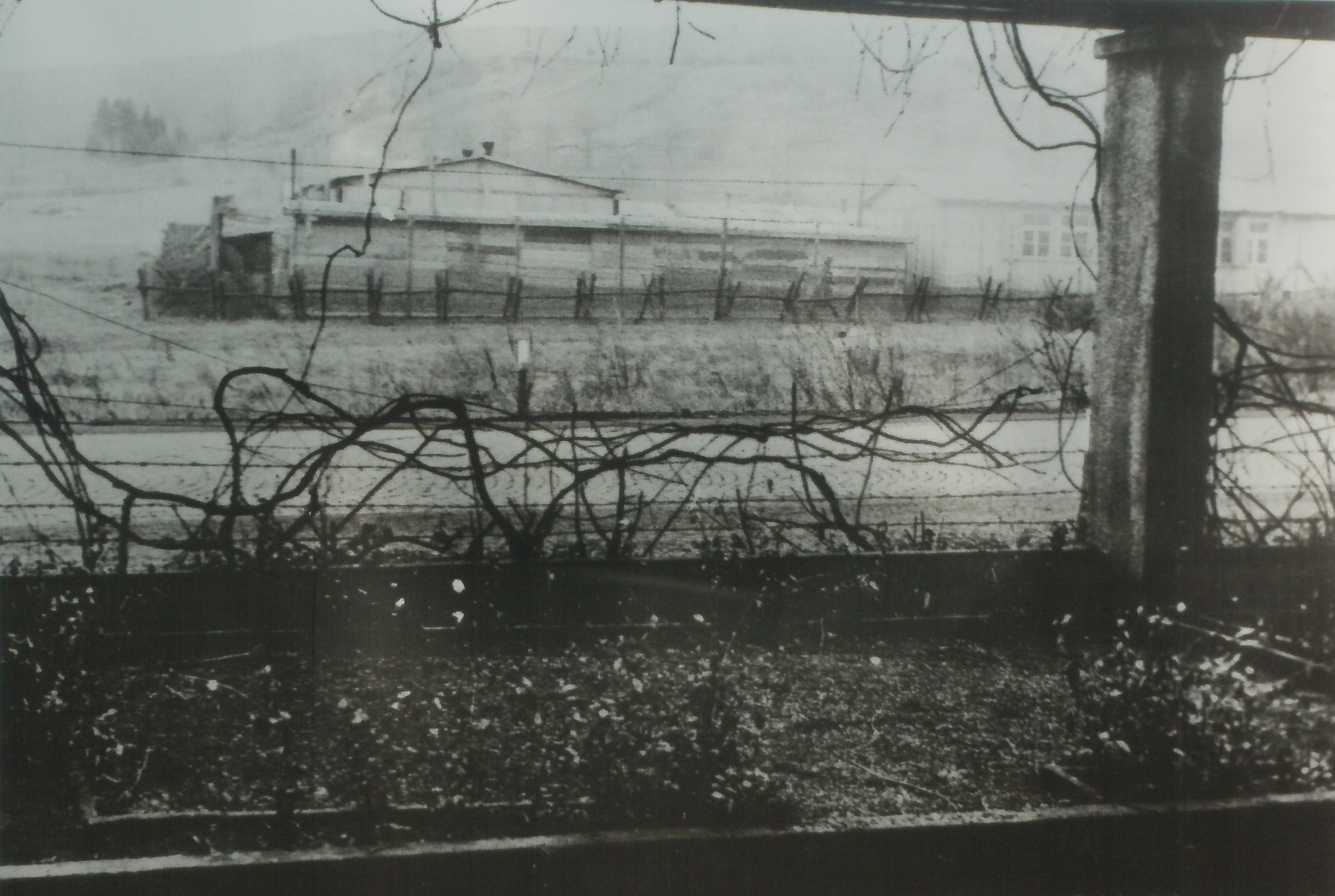
Le camp de la Gestapo Neue Bremm (photographié de l'autre côté de la rue, vers 1942-1944)

Neue Bremm était un camp de torture géré par la Gestapo de Sarrebruck, en Allemagne. Il s'agissait d'une « prison élargie de la police » située à la Brême d'Or (Spicheren), près de la frontière française.
Il a été créé pour briser les prisonniers qui n'étaient pas destinés à l'extermination. La plupart des prisonniers y ont été détenus pendant quelques semaines seulement, mais pendant ce temps, ils ont été brisés puis envoyés dans des camps de concentration nazis comme Buchenwald.
Les camps de torture à court terme tels que celui de Neue Bremm étaient appelés  Straflager. Des témoignages rapportent que la torture incluait la position accroupie pendant 6 à 8 heures par jour mais aussi la privation de nourriture ou de sommeil. Ces Straflager infligeaient les mêmes douleurs que dans les autres camps de concentration nazis, mais toutes concentrées sur quelques jours.

## Histoire

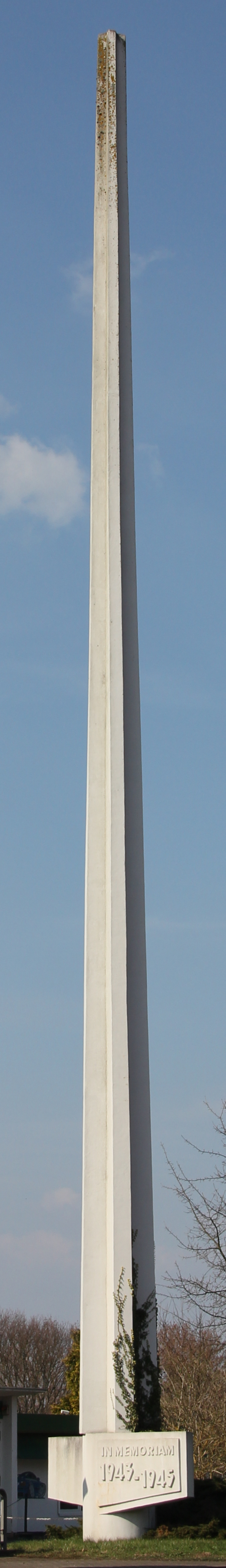
Obélisque commémoratif

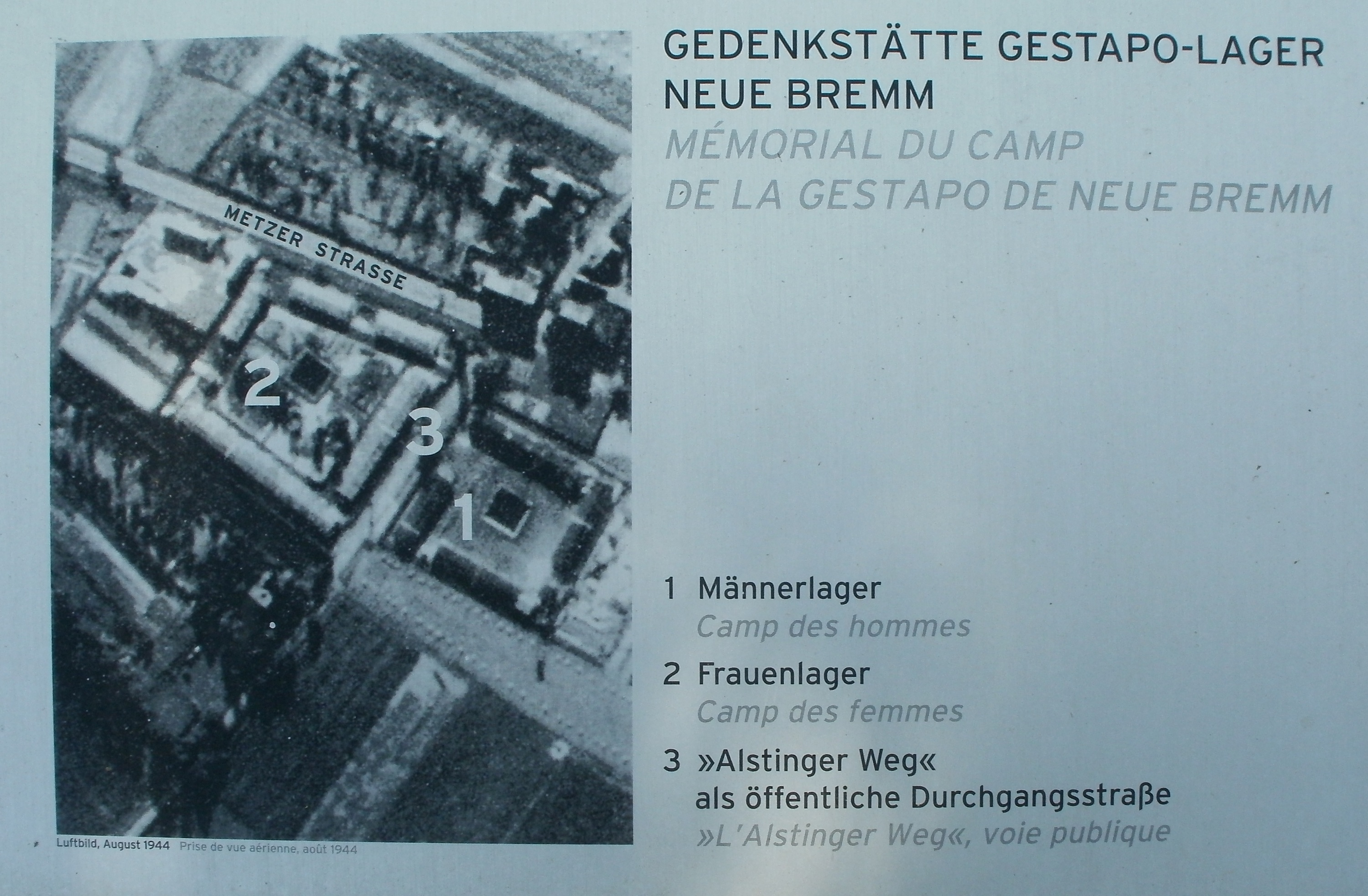
Nouveau camp de la Gestapo Bremm (vue aérienne d'août 1944, avec la carte)

1940-1943 : Le camp de Neue Bremm a été le premier camp de travail pour les étrangers et les travailleurs forcés puis il a été utilisé pour les prisonniers de guerre, en partie pour sortir les prisonniers de la prison de Sarrebruck. De février 1944 à novembre 1944, les nazis parlaient d'une « prison de la police élargie ». Il sert alors de camp de transit pour les camps de concentration de Natzwiller-Struthof en Alsace, Dachau, Mauthausen, Buchenwald, Ravensbrück. Le camp a existé jusqu'à l'arrivée des troupes alliées pendant l'hiver 1944/45. Les prisonniers (entre autres Français, Soviétiques, Polonais et Anglais) ont été torturés, maltraités et certains tués. La plupart des prisonniers ont ensuite été transférés vers des camps de concentration. Le nombre de victimes est estimé à plusieurs centaines, le nombre total de prisonniers, à environ 20 000. Le personnel du camp allemand (certains faisant partie des SS) a été condamné en 1946 par le « tribunal général du gouvernement militaire de la zone d'occupation française» (procès de Rastatt) pour crimes de guerre, crimes contre l'humanité, vols, abus de prisonniers, meurtres et homicides involontaires. Sur les 36 accusés, 14 ont été condamnés et exécutés par peloton d'exécution, dont le commandant du camp, le lieutenant--SS (Untersturmführer) et le chef des gardes, Fritz Schmoll et Karl Schmieden. Toutes les condamnations à mort ont été appliquées.

## Personnalités emprisonnées
Le camp pouvait accueillir environ 400 prisonniers, notamment français. 
Rien que pour la France, on compte 3 000 noms de prisonniers qui sont passés par ce lieu, parmi eux Stéphane Hessel, Simone Séailles, Jacques Bergier, Odette Capion-Branger, Georges Loustaunau-Lacau, Paul Daum, Yves Goussard, Mercedes Bernal, Bernard Cognet, Mme A.-M. G., Guy Halftermeyer, Max Heilbronn, Clémence Jacques, Emma Niederlender, Roger Vanovermeir., Andrée Gros, Georges Jouffron, Jeanne Albert, Georges Babel, Mathilde Meyer, Marthe Beyel, Yvette Lundy, Émile Karpp, Léonie Kieffer, Vasily P. Volodko, Raymond Reislinger, René Quenouille, l'abbé François Basset, le père Louis de Jabrun, le père Jacques de Jésus ou encore Raymonde Guyon-Belot.

## Mémoriaux

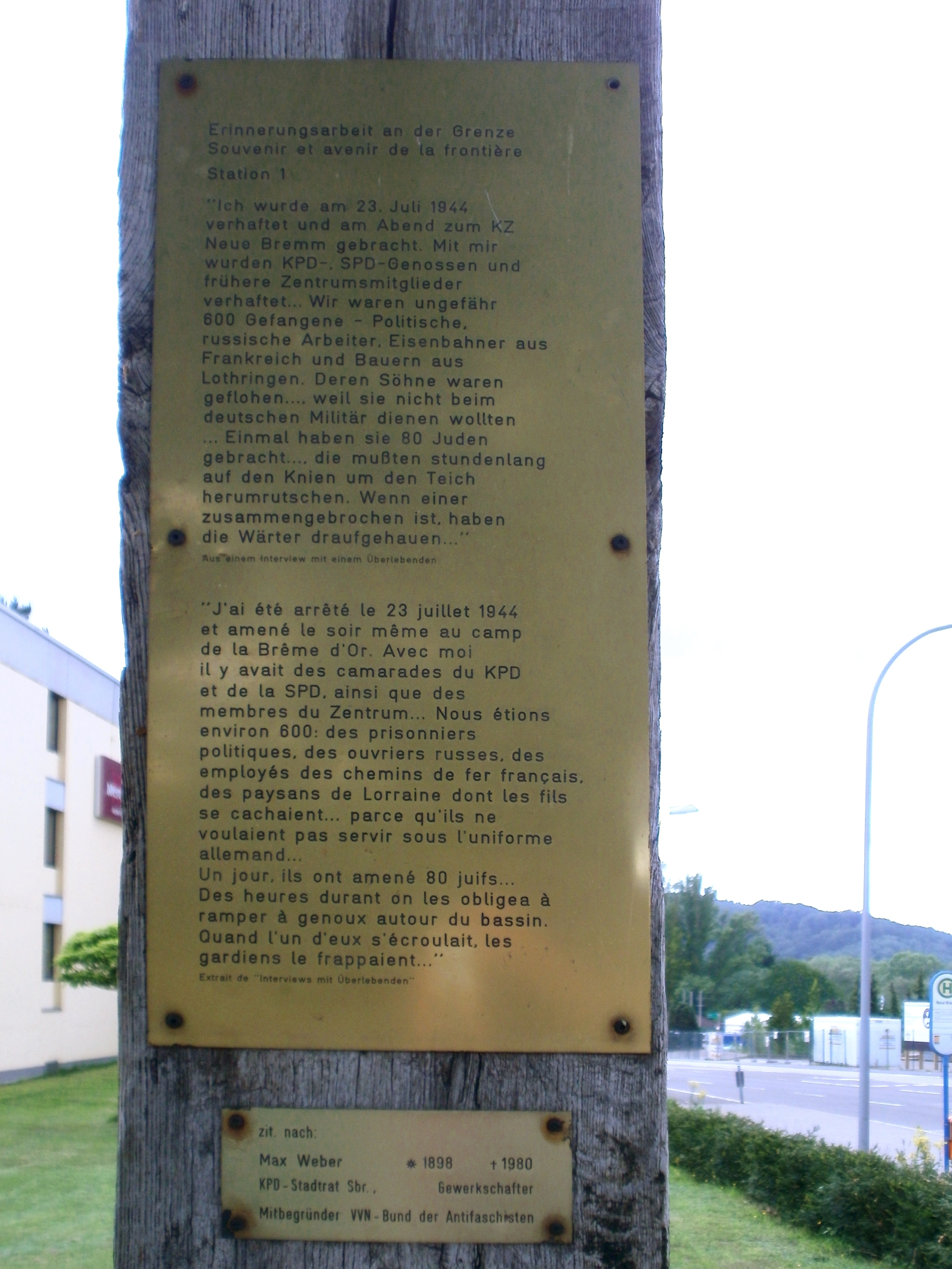
Stèle en souvenir du camp de Neue Bremm

En 1947, un obélisque est érigé avec une plaque commémorative. Un autre monument a été construit en 1998. Un étang a été préservé, mais aucun bâtiment. À l'emplacement du camp des femmes se trouve aujourd'hui un hôtel (hôtel de la mémoire).

## Filmographie
- Judith Voelker, Les procès de Rastatt. Des criminels de guerre devant la justice française / Die Rastatter Prozesse. Kriegsverbrecher vor Gericht, Moving Story Productions/SWR/SR/Arte, 2020[8].

## Liens
- (de) plan du camp de Neue Bremm
- le camp de Neue Bremm
- (de) liste d'ouvrages en allemand concernant le camp de Neue Bremm
- article encyclopédique concernant le camp de Neue Bremm
- témoignage sur le camp